# Articolla
Articolla is een geslacht van vlinders van de familie bladrollers (Tortricidae), uit de onderfamilie Olethreutinae.

## Soorten
- A. cyclidias Meyrick, 1907
- A. myriolychna Turner, 1946
- A. scioessa Turner, 1946